# Konstantinos Dimitrópulos
Konstantinos Dimitrópulos (en griego: Κωνσταντίνος Δημητρόπουλος; 31 de agosto de 2004) es un deportista griego que compite en taekwondo.
En los Juegos Europeos de Cracovia 2023 consiguió una medalla de bronce en la categoría de –54 kg. Ganó una medalla de plata en el Campeonato Europeo de Taekwondo de 2024, en la misma categoría.

## Palmarés internacional
| Juegos Europeos    | Juegos Europeos         | Juegos Europeos   | Juegos Europeos |
| Año                | Lugar                   | Medalla           | Categoría       |
| ------------------ | ----------------------- | ----------------- | --------------- |
| 2023               | Krynica-Zdrój (Polonia) | Medalla de bronce | –54 kg          |
| Campeonato Europeo |                         |                   |                 |
| Año                | Lugar                   | Medalla           | Categoría       |
| 2024               | Belgrado (Serbia)       | Medalla de plata  | –54 kg          |